# MonacoBagage

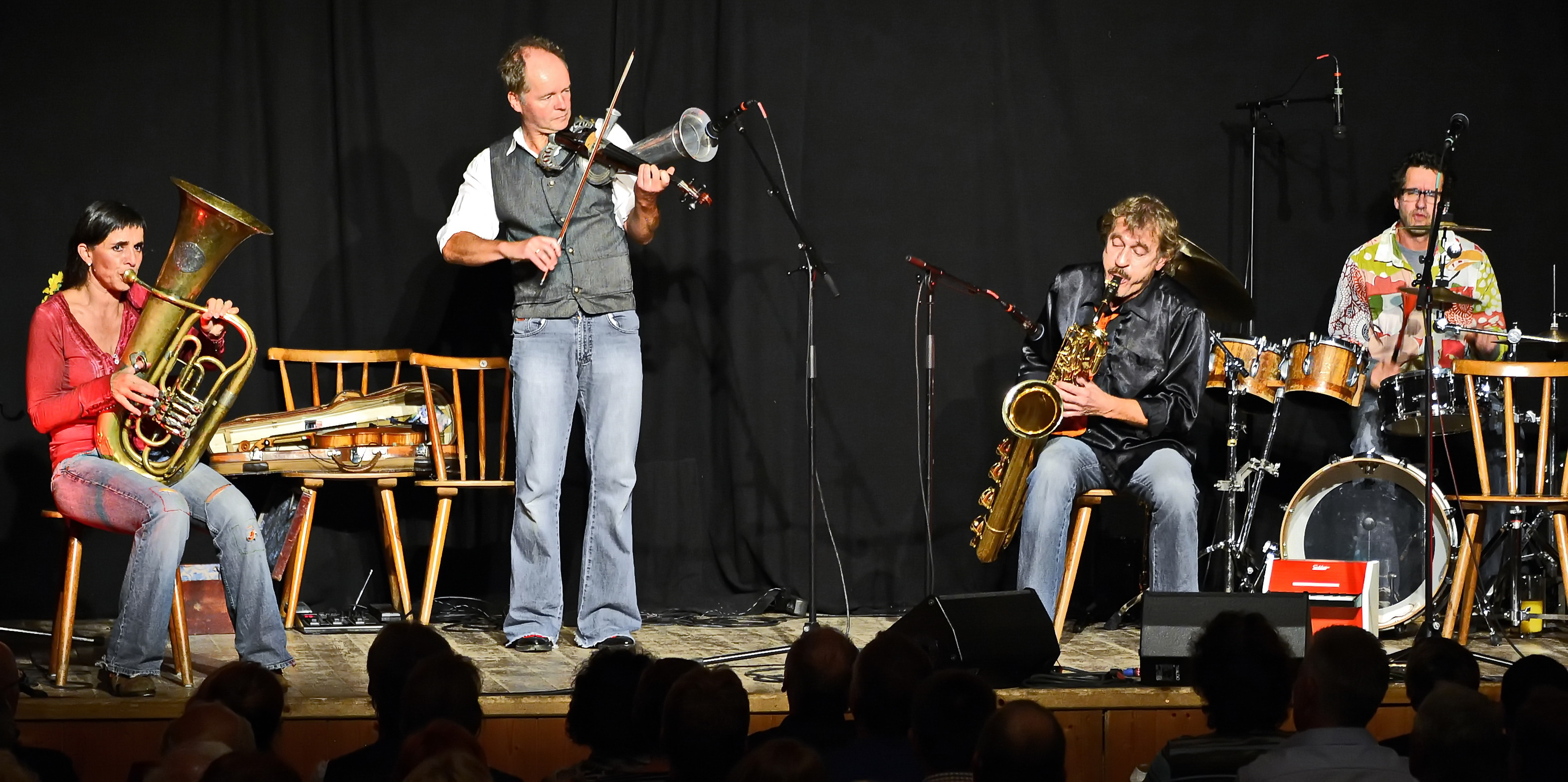
MonacoBagage, 2014

MonacoBagage ist eine Münchener Musikkabarett-Gruppe. Gegründet wurde die Formation im Sommer 2002 von der Kontrabassistin, Tubaspielerin, Sängerin und Stepptänzerin Miene Costa. Des Weiteren besteht die Gruppe aus Andy Arnold (Klarinette, Sopran- und Baritonsaxophon, Querflöte, Gesang), Johann Bengen (Akkordeon, Schlagzeug, Bass-Klarinette, Cajon, Udu, Gitarre, Gesang) und Martin Deubel (Violine, Trichtergeige, Ukulele, Blockflöte, Gesang). Bis 2008 gehörte außerdem der Kabarettist, Sänger und Multiinstrumentalist Josef Brustmann zur Besetzung.
„MonacoBagage“ haben bisher über 400 Bühnen-, TV- und Radio-Auftritte gespielt (Stand: April 2011). Unter anderem waren sie mehrmals in der BR-Sendung „Ottis Schlachthof“, beim 3-Sat-Festival „alles muss raus“ und beim Ö1-Donauinselfestival in Wien zu Gast.

## Stil
Mit seiner breit gefächerten Mischung aus Weltmusik, bayerischer Volksmusik, Jazz, Pop und Klassik, die es mit kabarettistischen Einlagen, Stepptanz und teils absurden Wortspielen kombiniert, ist das Quartett auch über die Grenzen Bayerns hinaus bekannt. Die thematische Bandbreite ihrer von allen Bandmitgliedern einzeln oder zusammen komponierten Stücke reicht von politischen und gesellschaftskritischen Inhalten über absurde zwischenmenschliche Verwicklungen bis zu dadaistischem Nonsens. Alle Mitglieder spielen mehrere Instrumente.

## Diskografie
- MonacoBagage, Mini-CD, Eigenverlag, 2002
- Import-Export, CD, Eigenverlag, 2003
- Ach wie Fön, CD, Eigenverlag, 2007
- Alles, außer gewöhnlich, DVD, Eigenverlag, 2009
- Alles, außer Gitarre, CD, Eigenverlag, 2011

## Wettbewerbe und Preise
- 2006: Garchinger Kleinkunstmaske
- 2006: Thüringer Kleinkunstpreis

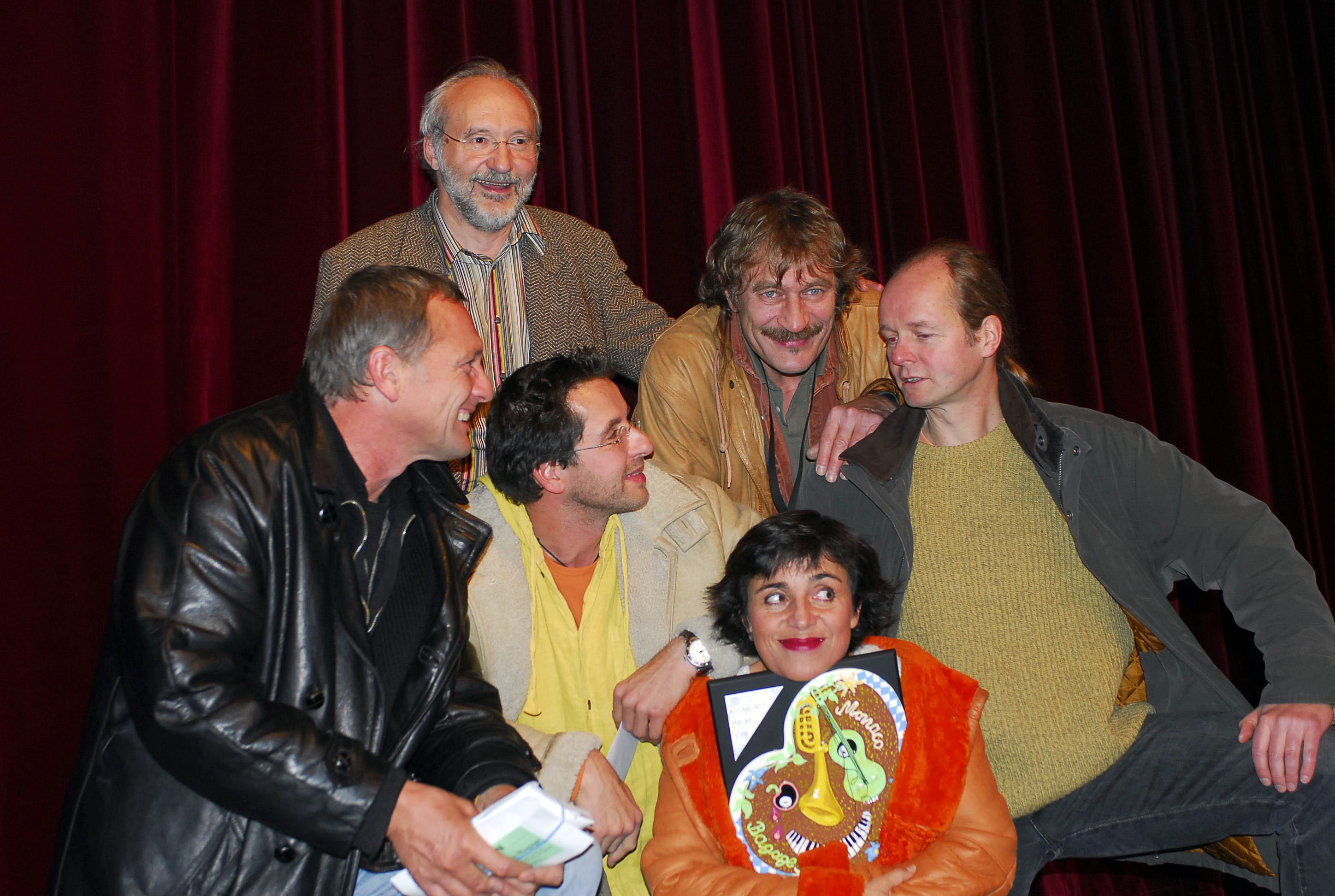
MonacoBagage mit der Garchinger Kleinkunstmaske und Herbert Becke (hinten), 2. November 2006

- 2011: Creole-Weltmusik-Wettbewerb Publikumspreis